# Markus Brock

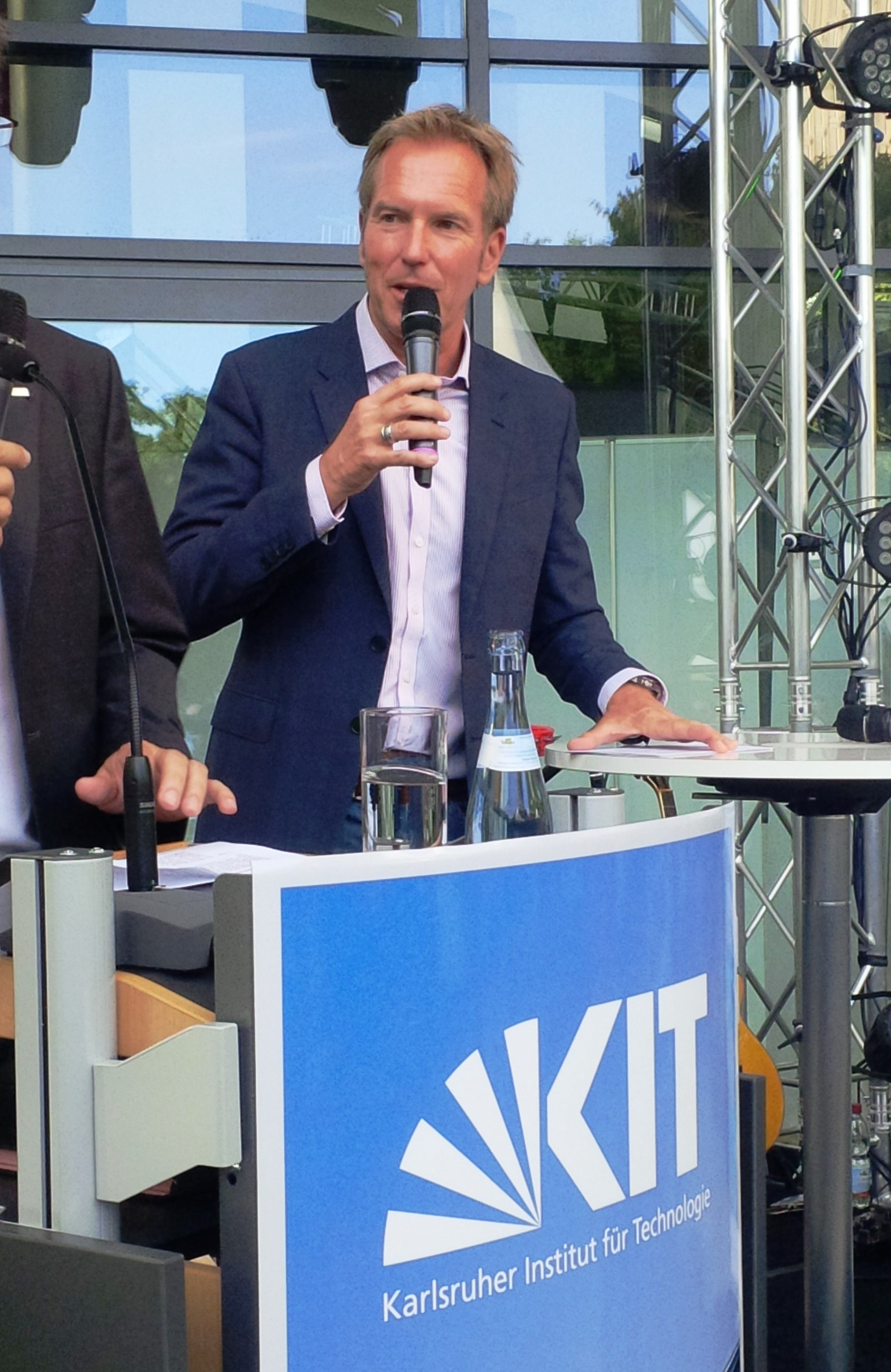
Markus Brock bei einer Moderation am KIT 2016

Markus Brock (* 18. Juni 1963 in Stuttgart) ist ein deutscher Fernsehmoderator bei verschiedenen öffentlich-rechtlichen Rundfunkveranstaltern.

## Leben
Markus Brock legte 1982 das Abitur am Max-Planck-Gymnasium in Karlsruhe ab und studierte in Heidelberg Politikwissenschaft und Soziologie.
Nach seinen Anfängen seit 1986 im Radio beim Karlsruher Regionalsender Welle Fidelitas ging Brock 1990 zum auf Jugendliche zugeschnittenen Sender SWF 3, bevor er zunächst parallel (ab 1992), später ausschließlich fürs Fernsehen arbeitete. Nach Anfängen bei Die sechs Siebeng’scheiten und verschiedenen Kultursendungen (z. B. Kultur Südwest) sowie den ARD-Sendungen Disney-Time und NachTisch und den ZDF-Sendungen 701 – Die Show und Reiselust moderierte er mehrere Jahre das Magazin Nachtkultur.
Weitere Sendungen mit Brock sind der 90-minütige SonntagAbend (bis 2011 SamstagAbend), eine Infotainment-Talk-Show, sowie die Reise/Musiksendung Musikalische Reise und die Reihe Museums-Check auf 3sat.
Die Co-Moderation der Sendung Kochkunst mit Vincent Klink gab er nach elf Jahren im Jahr 2008 an Evelin König ab.
Im Februar 2014 wurde Markus Brock in das Kuratorium der Bürgerstiftung Karlsruhe berufen.